# Lindhorst (Seevetal)
Lindhorst ist ein Ort in der Gemeinde Seevetal im Landkreis Harburg in Niedersachsen. Es liegt südlich von Hamburg am Nordrand der Lüneburger Heide, im Pendlereinzugsgebiet des Hamburger Großraums.

## Geografie
Lindhorst hat 886 Einwohner (Stand November 2022), die überwiegend im eigentlichen Ort leben. Ein Teil der Einwohner lebt im Ortsteil „Lindhorster Heide“, welcher westlich von Lindhorst gelegen unmittelbar an der Ortsgrenze zu Klecken (Gemeinde Rosengarten) liegt.
Das Ortsbild von Lindhorst ist ländlich geprägt – Lindhorst ist rundherum von landwirtschaftlichen Nutzflächen (Acker- und Grünland) umgeben. Die östliche Gemarkungsgrenze stellt der Fluss Seeve dar, welcher der Gemeinde Seevetal auch ihren Namen gibt.

## Geschichte
In Lindhorst bestand ein Rittergut, auf dem die Herren vom Berge saßen. 1460 soll der Abt Boldewin von Berge des Benediktinerklosters Königslutter seinem Bruder Dietrich von dem Berge auf Kosten des Klosters eine Burg in Lindhorst erbaut haben. Die Burg soll auf einer Insel im Mühlenteich gelegen haben. Als das Geschlecht von dem Berge 1623 erlosch, kam das Gut über die Herren von Hodenberg an die Freiherrn von Winterstedt, die es fast 200 Jahre lang besaßen. Nach ihrem Aussterben folgten die Grafen zu Platen-Hallermund, deren Besitz in der ersten Hälfte des 20. Jahrhunderts aufgelöst wurde. Beim Bau einer Industriemühle wurde der Hof vollständig zerstört.
Am 1. Juli 1972 wurde die bis dahin selbstständige Gemeinde zu einem der 19 Gemeindeteile der Einheitsgemeinde Seevetal. Diese Eingemeindung war seinerzeit nicht unumstritten.

## Politik
Der Ortsrat, der die Seevetaler Ortsteile Lindhorst, Emmelndorf, Hittfeld und Helmstorf gemeinsam vertritt, setzt sich aus 19 Mitgliedern zusammen. Die Ratsmitglieder werden durch eine Kommunalwahl für jeweils fünf Jahre gewählt.

Bei der Kommunalwahl 2021 ergab sich folgende Sitzverteilung:
| Ortsrat 2021Insgesamt 19 Sitze - SPD: 3 - Grüne: 3 - FWS: 4 - FDP: 1 - CDU: 7 - AfD: 1 |

## Verkehr
Lindhorst liegt direkt an der Bundesautobahn 1 nahe der Anschlussstelle Seevetal-Hittfeld.

## Vereine
Träger der örtlichen Kultur sind die Freiwillige Feuerwehr Lindhorst sowie der Bürgerverein Lindhorst.